# Acacia clandullensis
Acacia clandullensis là một loài thực vật có hoa trong họ Đậu. Loài này được B.J.Conn & Tame miêu tả khoa học đầu tiên.